# Chiesa di San Savino (Valsamoggia)
La chiesa di San Savino è la parrocchiale di Crespellano, già comune autonomo ed oggi frazione di Valsamoggia, in città metropolitana ed arcidiocesi di Bologna; fa parte del vicariato delle Valli del Reno, Lavino e Samoggia.

## Storia
Probabilmente a Cresepllano esisteva già una chiesetta nell'anno 752, allorché il borgo fu menzionato per la prima volta.
Da un documento del 1155 s'apprende che la primitiva chiesa del paese, oggi dismessa, era filiale della pieve di Monteveglio.
La chiesa successivamente divenne filiale in un primo tempo della pieve di Bazzano, dunque di quella di San Lorenzo in Collina, per poi venir eretta a parrocchiale.
Siccome il vecchio oratorio si era rivelato insufficiente a soddisfare le esigenze dei fedeli, la parrocchia venne trasferita in data imprecisata presso la chiesa nella rocca, più comoda per la popolazione; tale cambiamento era già in essere nel 1570, come si evince da un atto conservato nell'archivio arcivescovile di Bologna.
Nell'estate del 1643, durante una delle varie lotte tra bolognesi e modenesi, la chiesa venne saccheggiata e spoliata.
Dalla relazione della visita pastorale effettuata il 2 maggio 1692 dall'arcivescovo di Bologna Giacomo Boncompagni s'apprende che l'edificio era caratterizzato da una facciata a capanna e dal tetto in tavole lignee.
L'attuale parrocchiale è frutto del rifacimento condotto su impulso dell'allora parroco don Marco Angelo Vivarelli a partire dal 1756 che comportò l'allungamento della navata di tredici metri e l'innalzamento della nuova facciata.
Essendo crollato il vecchio campanile, nel 1817 venne eretto quello nuovo, progettato da Gaetano Scandellari, e in quel periodo la cappella maggiore fu oggetto di un rimaneggiamento su disegno di Angelo Venturoli.
La guglia della torre campanaria dovette essere restaurata verso la metà del XIX secolo e poi di nuovo nel 1902.
Nel 1910 la chiesa venne dotata di una riproduzione della Grotta di Lourdes e nel 1924 fu inaugurata dall'arcivescovo Giovanni Battista Nasalli Rocca di Corneliano la nuova cappella del Sacro Cuore.

## Descrizione
La facciata, scandita da paraste, presenta il portale d'ingresso, sopra il quale s'apre una finestra di forma rettangolare.
L'interno, abbellito da affreschi, è ad un'unica navata suddivisa da lesene ioniche sorreggenti la trabeazione in cinque campate, presso la seconda e la quarta delle quali s'aprono le cappelle laterali e la volta a botte è caratterizzata da un unghioni; l'aula termina con il presbiterio, rialzato di due gradini e chiuso dall'abside di forma semicircolare.